# Leucanthemum ircutianum
Leucanthemum ircutianum — вид рослин із родини айстрових (Asteraceae).

## Біоморфологічна характеристика
Багаторічна до недовговічна багаторічна рослина, виростає у висоту (20)30–80(120) см; стебла прості чи розгалужені, регулярно облистнені. Листки чергові, приземні — на довгих ніжках; середнє і верхнє стеблове листя сидяче, (1.5)4.5–5.5(7) × (0.5)1–1.5 см. Квіткові голови поодинокі чи в нещільному синцвітті. Язичкові квітки жіночі, з білим язичком 1.8–2.4 см завдовжки; трубчасті квітки двостатеві, жовті.

## Середовище проживання
Зростає у Євразії від Португалії до центрального Сибіру.